# Ann Mari Fröier
Ann Mari Fröier, egentligen Ann Mari Crafoord, född Fröier 29 januari 1925 i Vasa församling, Göteborg, död  6 maj 2017 i Stockholm, var en svensk pianist. Hon framträdde som solist med bland annat Göteborgs symfoniorkester med debut 1943, Stockholms konsertförenings orkester respektive Stockholms filharmoniska orkester och Oslo filharmoniska orkester. I London hade hon pianoafton (recital) i Wigmore Hall. Som tonåring framträdde hon som sångerska inom populärmusikens sfär; hon sjöng jazz och swing och beskrevs i pressen som "Göteborgs Alice Babs" eller "Västkustens Alice Babs". Under denna period medverkade hon också i Royal-revyn tillsammans med bland andra Thor Modéen.
På 1940-talet vistades pianisten Annie Fischer några år i Stockholm. Ann Mari Fröier tillhörde hennes elever under denna tid, varefter hon antogs som elev vid Musikaliska Akademien i såväl piano som sång (sopran).
Studierna på Musikaliska Akademien avrundades 1952, men Ann Mari Fröier återvände dit i slutet av 1960-talet för att skaffa sig formell kompetens som pedagog. Under ett tiotal år framträdde hon flitigt med violinisten Gert Crafoord; de var gifta mellan 1958 och 1965. Hon undervisade inom kommunala musikskolan men även på Statens musikdramatiska skola, Musikdramatiska skolan i Stockholm  respektive Operahögskolan. Under 1970-, 1980- och 1990-talet var hon verksam som repetitör på Kungliga Teatern men dessutom hos Cullbergbaletten, Cramérbaletten och så småningom under många år vid Stockholms balettstudio.
Vid mellan 75 och 80 års ålder tilldelades Ann Mari Fröier ett stipendium instiftat av Gunnar de Frumerie och hans hustru. Detta kom att bli startskottet för ett litet pärlband av konserter, där Ann Mari Fröier var solist i pianokonserter av Mozart (tre gånger), Beethoven (en gång gång; i transkription för mindre ensemble) och Grieg. Ann Mari Fröier framträdde så sent som i april 2017.

## Diskografi
- Då ska' de' va' swing och Tummarna upp, Swingorkestern, 1941, His Masters Voice X 6599
- En månskenspromenad och Vad vill Du svara mig?, Emil Iwrings ensemble, 1943, Columbia DS 1447
- How am I to know?, Emil Iwrings ensemble, 1945, Columbia DS 1540

## Film
- Mozart och mums-mums, dokumentärfilm, 58 minuter, av Marie Lundberg, Sveriges Television april 2012